# Rocket (Japan)
Rocket is een historisch merk van motorfietsen.
Van 1952 tot eind jaren zestig werd in Japan een 150 cc zijklepper onder deze merknaam gebouwd. Dit merk leverde echter ook zwaardere viertaktmodellen en lichte motorfietsen met tweetaktmotoren
- Andere merken met de naam Rocket, zie Rocket (Napels) - Rocket (Verenigde Staten).